# پرینستونیا ۵۰۸

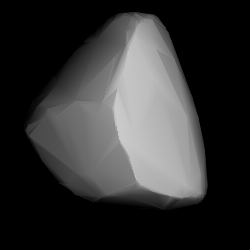
مدل سه‌بُعدی سیارک ۵۰۸ بر طبق منحنی نور آن

سیارک ۵۰۸ (به انگلیسی: 508 Princetonia، نامگذاری:1903LQ) پانصد و هشتمین سیارک کشف شده‌است که در ۲۰ آوریل ۱۹۰۳ و در هایدلبرگ کشف شد.
قدر مطلق سیارک برابر ۸٫۲۴ است.